# Regina Schleicher
Regina Schleicher (Würzburg, Baviera, 21 de març de 1976) va ser una ciclista alemanya professional del 1999 al 2010. Del seu palmarès destaca el Campionat del món en ruta de 2005.

## Palmarès en ruta
- 1992
  - Vencedora d'una etapa a la Volta a Turíngia
- 1994
  -  Campiona d'Alemanya en ruta
  - Vencedora d'una etapa a la Volta a Turíngia
  - Vencedora d'una etapa al Giro a Sicília
- 1995
  -  Campiona d'Europa sub-23 en Ruta
  - Vencedora d'una etapa a la Gracia ČEZ-EDĚ
- 2000
  - 1a a la Volta a Nuremberg
  - Vencedora d'una etapa a l'Emakumeen Bira
  - Vencedora de 2 etapes a l'Albstadt-Frauen-Etappenrennen
- 2001
  - Vencedora d'una etapa al Giro de Toscana-Memorial Michela Fanini
- 2002
  - 1a al Gran Premi Castella i Lleó
  - 1a al Gran Premi de Plouay
  - Vencedora d'una etapa al Giro d'Itàlia
- 2003
  - 1a al Gran Premi Carnevale d'Europa
  - Vencedora de 4 etapes al Giro d'Itàlia
  - Vencedora d'una etapa a la Volta a Castella i Lleó
- 2004
  - Vencedora d'una etapa a la Volta a Castella i Lleó
  - Vencedora d'una etapa al Tour del Gran Mont-real
  - Vencedora d'una etapa al Giro d'Itàlia
  - Vencedora d'una etapa al Holland Ladies Tour
  - Vencedora d'una etapa al Giro del Trentino
- 2005
  -  Campiona del Món en ruta
  -  Campiona d'Alemanya en ruta
  - 1a al Gran Premi della Liberazione
  - Vencedora de 2 etapes a la Volta a Castella i Lleó
  - Vencedora d'una etapa al Giro d'Itàlia
  - Vencedora de 3 etapes al Holland Ladies Tour
- 2006
  - 1a a la Volta a Nuremberg
  - 1a al Gran Premi Carnevale d'Europa
  - 1a al Trofeu Alfredo Binda
  - 1a al Liberty Classic
  - Vencedora de 2 etapes al Giro d'Itàlia
  - Vencedora de 2 etapes al Holland Ladies Tour
- 2007
  - 1a al Drentse 8 van Dwingeloo
  - Vencedora de 2 etapes al Tour del Gran Mont-real
  - Vencedora d'una etapa a la Volta a Turíngia
  - Vencedora d'una etapa al Holland Ladies Tour
  - Vencedora d'una etapa al Giro de Toscana-Memorial Michela Fanini
- 2008
  - 1a al Gran Premi della Liberazione
  - Vencedora d'una etapa al Tour del Gran Mont-real
  - Vencedora d'una etapa a l'Emakumeen Bira
  - Vencedora d'una etapa al Giro del Trentino
- 2009
  - Vencedora d'una etapa al Giro del Trentino